# 1934 Jeffers
1934 Jeffers је астероид главног астероидног појаса. Приближан пречник астероида је 6,46 km,
а средња удаљеност астероида од Сунца износи 2,390 астрономских јединица (АЈ).
Инклинација (нагиб) орбите у односу на раван еклиптике је 23,146 степени, а орбитални период износи 1349,571 дана (3,694 године). Ексцентрицитет орбите астероида износи 0,299.
Апсолутна магнитуда астероида износи 12,80 а геометријски албедо 0,321.
Астероид је откривен 2. децембра 1972. године.